# Apeadeiro de Vesúvio
O apeadeiro de Vesúvio (nome anteriormente grafado como "Vezuvio") é uma interface da Linha do Douro, que serve a Quinta do Vesúvio, em Numão, no concelho de Vila Nova de Foz Côa, em Portugal.

## Descrição

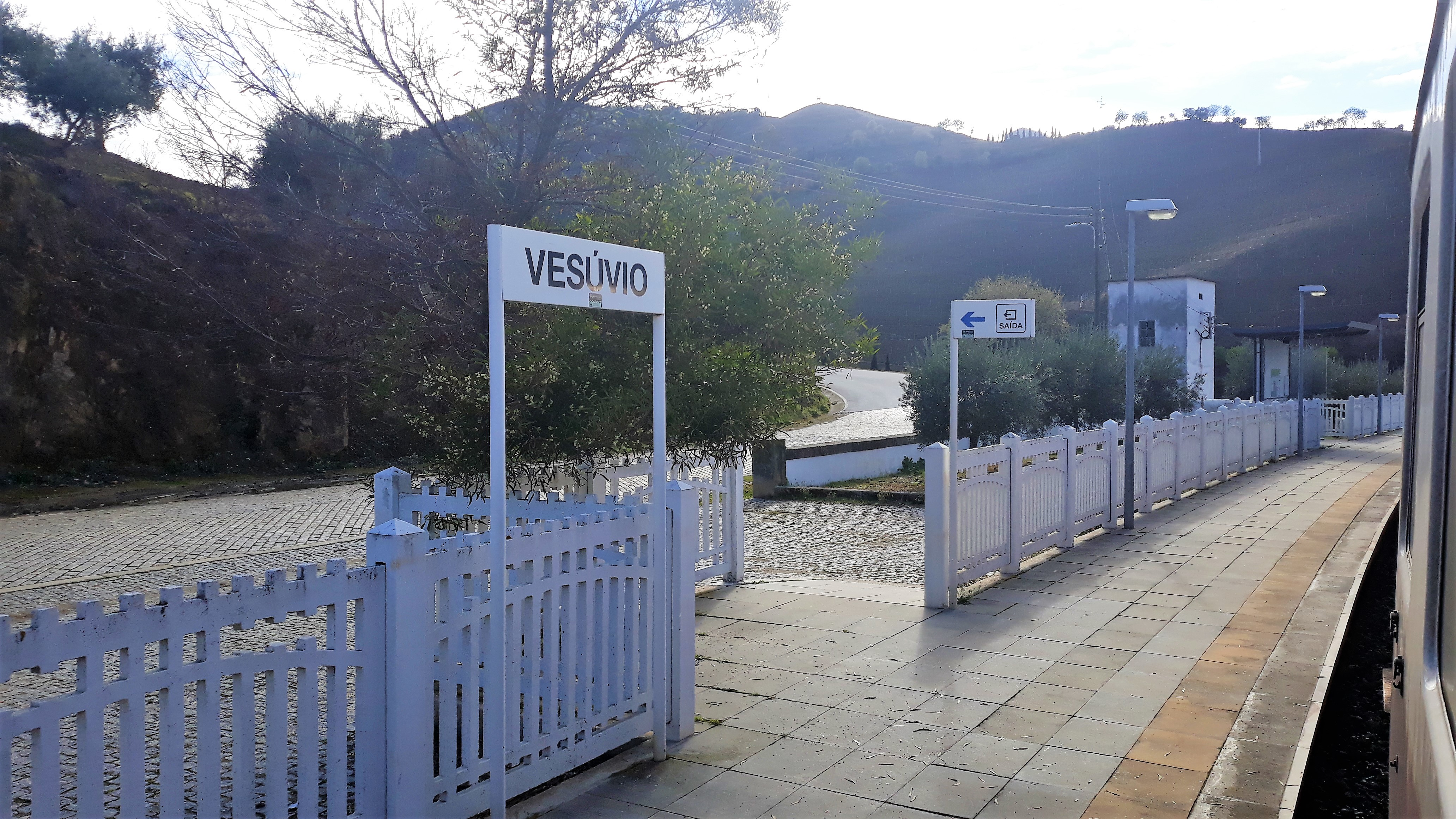
Plataforma do apeadeiro de Vesúvio, vista do comboio, em 2019.

### Localização e acessos
O apeadeiro de Vesúvio localiza-se na margem esquerda do Rio Douro, em território da freguesia de Numão, concelho de Vila Nova de Foz Côa, sendo a margem oposta, a 310 m em linha reta, da freguesia de Seixo de Ansiães, concelho de Carrazeda de Ansiães. Dista por via rodoviária 12 km da povoação mais próxima, Numão, mormente via EM222-4; usando porém caminhos de pé-posto, Seixas fica a sete quilómetros, ainda com desnível apreciável.

### Infraestrutura
Como apeadeiro numa linha de via única, esta interface tem uma só plataforma, que tem 125 m de comprimento e 50 cm de altura. O edifício de passageiros situa-se do lado sul da via (lado direito do sentido ascendente, para Barca d’Alva).

### Serviços
Em dados de 2023, esta interface é servida por comboios de passageiros da C.P. de tipos regional e inter-regional, com seis circulações diárias em cada sentido, entre Pocinho e Régua ou Porto-Campanhã ou Porto - São Bento.

## História

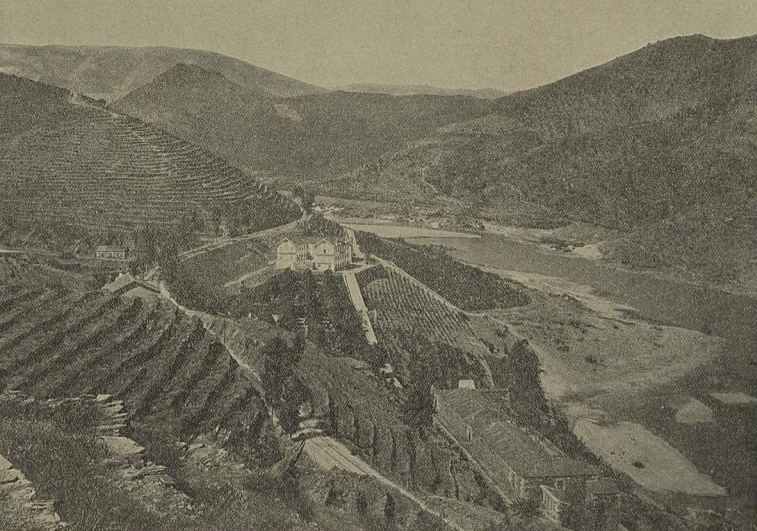
Gravura da Quinta do Vesúvio, da revista Occidente 787, 1900. À esquerda está o apeadeiro do Vesúvio.

Este apeadeiro situa-se no troço entre as estações de Tua e Pocinho da Linha do Douro, que abriu à exploração em 10 de Janeiro de 1887.
Em 1901, estava em construção a ligação rodoviária entre esta interface, então com a categoria de estação, e a Estrada Real n.º 34. No relatório da Junta Autónoma de Estradas dos trabalhos aprovados para o exercício de 1934 a 1935, encontra-se a execução de terraplanagens na estrada 35-2.ª, da Estação do Vesúvio e Porto de Bois, totalizando 3 km. O objectivo era ligar a estação à localidade de Numão, embora tenham surgido dificuldades em atravessar a Ribeira de Teja, estando a ponte ainda por construir em 1932. No relatório de 1931 a 1935 da Junta Autónoma das Estradas, publicado em 1936, foi reportado que esta estrada, que se ligava à Estrada Nacional 6-1ª em Numão, já estava concluída. Posteriormente, a estação foi ligada a Cedovim, igualmente por via rodoviária.

Entre 1984 e 1985, esta interface passou da categoria de estação à de apeadeiro («apeadeiro-cantão»).
|  | Em 25 de Dezembro de 2009, a circulação ferroviária foi temporariamente encerrada no lanço da Linha do Douro entre Tua e o Pocinho, tendo sido organizado um transporte alternativo de autocarros e táxis, sendo estes últimos utilizados nos apeadeiros de mais difícil acesso, como Vesúvio. O apeadeiro de Vesúvio foi uma das paragens contempladas durante as viagens turísticas do Comboio Presidencial ao longo da Linha do Douro, entre Setembro e Outubro de 2017. - Transporte ferroviário em Portugal - História do transporte ferroviário em Portugal - História da Linha do Douro |